# Plácido Domingo
José Plácido Domingo Embil KBE (Madrid, 1941. január 21. –) többszörös Grammy-díjas és kétszeres Primetime Emmy-díjas spanyol–mexikói operaénekes-tenor, karmester és operaigazgató, a „Három Tenor” egyike.

## Életpályája
Szülei Plácido Domingo Ferrer és Pepita Embil spanyol zarzuela előadók, akik 1949-ben Mexikóba emigráltak két gyermekükkel (Plácidóval és húgával). A szülők Mexikóban saját zarzuelatársulatot hoztak létre. Plácido Mexikóvárosban, a Nemzeti Konzervatóriumban kezdett zenét tanulni, az éneklés mellett zongorázni és vezényelni is. 1958-ban a Los Black Jeans nevű rock and roll együttes háttérvokálosa volt. Első színpadi fellépésére 1959. május 12-én került sor Guadalajarában, ahol Pascual szerepét kapta a Marina című darabban. Még abban évben játszott a Rigolettóban és más darabokban is.
1962-ben csatlakozott a tel-avivi opera társulatához, ahol két és fél év alatt 280 előadáson énekelt. Egyre több elismerést kapott, 1966-ban már a New York-i City Operában, majd 1968-ban a Metropolitanben énekelt. Azóta 21 alkalommal énekelt a szezon nyitóelőadásán. (Ezzel túlszárnyalta Enrico Carusót is, aki 17 alkalommal.) 1967 és 1971 között túlesett első fellépésén a világ szinte összes jelentős operaszínpadán (Bécs, London, San Francisco, Chicago, Milánó), ezeknek azóta is rendszeres visszatérő vendége.
1973-tól egyre gyakrabban vezényel is, operákat, illetve néha szimfonikus zenekarokat. Jelenleg két társulat, a washingtoni Nemzeti Opera és a Los Angeles-i Opera igazgatója, szerződését évente, mindkét helyen folyamatosan megújítják.
Akkor lett az operarajongók táborán kívül is világszerte ismert, amikor 1990-ben Rómában, Caracalla termáiban, a labdarúgó-világbajnokság döntőjének előestéjén rendezett jótékonysági előadáson együtt énekelt Luciano Pavarottival és José Carreras-szal, akinek leukémia alapítványát (La Fundació Internacional Josep Carreras contra la Leucèmia) támogatta. Ez volt a Három tenor első koncertje, amit még számos követett.
2010 márciusában vastagbélrákot diagnosztizáltak nála, amivel megműtötték. 2013 júliusában újra kórházba került, mert tüdőembóliát állapítottak meg nála. Emiatt több fellépését ki kellett hagynia. 2015 októberében újra megműtötték, ekkor eltávolították az epehólyagját. Távollétében Paolo Carignani vezényelte a Toscát a Metropolitan színházban. Plácido novemberben tért vissza a színpadra. 2020-ban átesett az egész világot sújtó COVID–19-fertőzésen.

## Repertoárja
A ma élő tenorok közül talán ő a legsokoldalúbb, eddig 92 különböző szerepet énekelt színpadon. Ebben nincsenek benne a csak lemezre énekelt szerepei. Gyakorlatilag az összes klasszikus tenorszerepet elénekelte, mellettük sok modern darabban is szívesen szerepel.
| Év   | #   | Cím                             | Szerző              | Szerep                 | Debütálás ideje | Operaház / Stúdió felvétel          | Helyszín      |
| ---- | --- | ------------------------------- | ------------------- | ---------------------- | --------------- | ----------------------------------- | ------------- |
| 1959 | 1   | Rigoletto                       | Verdi               | Borsa                  | 1959-09-23      | Szépművészeti Palota                | Mexikóváros   |
|      | 2   | Les dialogues des Carmélites    | Poulenc             | Chaplain               | 1959-10-21      | Szépművészeti Palota                | Mexikóváros   |
| 1960 | 3   | A víg özvegy                    | Lehár               | Danilo, Camille        | 1960            | Szépművészeti Palota                | Mexikóváros   |
|      | 4   | Turandot                        | Puccini             | Altoum                 | 1960-09-11      | Teatro de la Ciudad                 | Monterrey     |
|      | 5   | Turandot                        | Puccini             | Pang                   | 1960-10-01      | Teatro de la Ciudad                 | Monterrey     |
|      | 6   | Lammermoori Lucia               | Donizetti           | Normanno               | 1960-10-05      | Teatro de la Ciudad                 | Monterrey     |
|      | 7   | Traviata                        | Verdi               | Gastone                | 1960-10-08      | Teatro de la Ciudad                 | Monterrey     |
|      | 8   | Carmen                          | Bizet               | Remendado              | 1960-10-15      | Teatro de la Ciudad                 | Monterrey     |
|      | 9   | Otello                          | Verdi               | Cassio                 | 1960-10-17      | Teatro de la Ciudad                 | Monterrey     |
| 1961 | 10  | Traviata                        | Verdi               | Alfredo                | 1961-05-19      | Teatro de la Ciudad                 | Monterrey     |
|      | 11  | El último sueño                 | Vázquez             | Enrique                | 1961-05-28      | Szépművészeti Palota                | Mexikóváros   |
|      | 12  | Amelia bálba megy               | Menotti             | Lover                  | 1961-06-28      | Szépművészeti Palota                | Mexikóváros   |
|      | 13  | Fedora                          | Giordano            | Désire, Baron Rouvel   | 1961-07-02      | Szépművészeti Palota                | Mexikóváros   |
|      | 14  | Borisz Godunov                  | Muszorgszkij        | Simpleton, Shuisky     | 1961-08-08      | Szépművészeti Palota                | Mexikóváros   |
|      | 15  | Andrea Chénier                  | Giordano            | Abbé, Incredibile      | 1961-08-15      | Szépművészeti Palota                | Mexikóváros   |
|      | 16  | Tosca                           | Puccini             | Spoletta               | 1961-08-21      | Szépművészeti Palota                | Mexikóváros   |
|      | 17  | Pillangókisasszony              | Puccini             | Goro                   | 1961-09-15      | Szépművészeti Palota                | Mexikóváros   |
|      | 18  | Tosca                           | Puccini             | Cavaradossi            | 1961-09-25      | Szépművészeti Palota                | Mexikóváros   |
| 1962 | 19  | Bohémélet                       | Puccini             | Rodolfo                | 1962-03-04      | Szépművészeti Palota                | Mexikóváros   |
|      | 20  | Così fan tutte                  | Mozart              | Ferrando               | 1962-05-10      | Szépművészeti Palota                | Mexikóváros   |
|      | 21  | Adriana Lecouvreur              | Cilea               | Maurizio               | 1962-07-15      | Szépművészeti Palota                | Mexikóváros   |
|      | 22  | Trittico Francescano            | Refice              |                        | 01-10-1962      | Degollado Színház                   | Guadalajara   |
|      | 23  | Pillangókisasszony              | Puccini             | Pinkerton              | 1962-10-17      | Isauro Martínez Színház             | Torreón       |
|      | 24  | Lammermoori Lucia               | Donizetti           | Edgardo                | 1962-11-16      | Fort Worth Opera                    | Fort Worth    |
| 1963 | 25  | Carmen                          | Bizet               | Don José               | 1963-06-25      | Israeli Opera House                 | Tel-Aviv      |
|      | 26  | Don Giovanni                    | Mozart              | Don Ottavio            | 1963-09-21      | Israeli Opera House                 | Tel-Aviv      |
|      | 27  | Faust                           | Gounod              | Faust                  | 1963-12-03      | Israeli Opera House                 | Tel-Aviv      |
| 1964 | 28  | Gyöngyhalászok                  | Bizet               | Nadir                  | 1964-01-21      | Israeli Opera House                 | Tel-Aviv      |
|      | 29  | Jevgenyij Anyegin               | Csajkovszkij        | Lenszkij               |                 | Israeli Opera House                 | Tel-Aviv      |
| 1965 | 30  | Parasztbecsület                 | Mascagni            | Turiddu                | 1965-01-21      | Israeli Opera House                 | Tel-Aviv      |
|      | 31  | Sámson és Delila                | Saint-Saëns         | Sámson                 | 1965-07-30      | Chautauqua Opera                    | Chautauqua    |
|      | 32  | Hoffmann meséi                  | Offenbach           | Hoffmann               | 1965-09-07      | Szépművészeti Palota                | Mexikóváros   |
| 1966 | 33  | La Mulata de Córdoba            | Mancayo             | Sandi, Moreno, Moncayo | 1966-01-01      | Gran Teatre del Liceu               | Barcelona     |
|      | 34  | Don Rodrigo                     | Ginastera           | Don Rodrigo            | 1966-02-22      | New York City Opera                 | New York      |
|      | 35  | Andrea Chénier                  | Giordano            | Andrea Chénier         | 1966-03-03      | New Orleans Opera                   | New Orleans   |
|      | 36  | Hippolütosz és Arikia           | Rameau              | Hippolyte              | 1966-04-06      | Boston Opera House                  | Boston        |
|      | 37  | Pagliacci                       | Leoncavallo         | Canio                  | 1966-08-09      | Metropolitan Opera                  | New York      |
|      | 38  | A sevillai borbély              | Rossini             | Almaviva               | 1966-09-16      | Degollado Színház                   | Guadalajara   |
|      | 39  | Boleyn Anna                     | Donizetti           | Lord Percy             | 1966-11-15      | Metropolitan Opera                  | New York      |
| 1967 | 40  | A köpeny                        | Puccini             | Luigi                  | 1967-03-08      | Metropolitan Opera                  | New York      |
|      | 41  | Aida                            | Verdi               | Radames                | 1967            | Hamburg State Opera                 | Hamburg       |
|      | 42  | Don Carlo                       | Verdi               | Don Carlo              | 1967-05-19      | Staatsoper (Bécs)                   | Bécs          |
|      | 43  | Az álarcosbál                   | Verdi               | Riccardo               | 1967-05-31      | Berlin State Opera                  | Berlin        |
| 1968 | 44  | Lohengrin                       | Wagner              | Lohengrin              | 1968-01-14      | Hamburg State Opera                 | Hamburg       |
|      | 45  | Manon Lescaut                   | Puccini             | Des Grieux             | 1968-02-15      | Connecticut Opera                   | Hartford      |
|      | 46  | A trubadúr                      | Verdi               | Manrico                | 1968-03-14      | New Orleans Opera                   | New Orleans   |
| 1969 | 47  | Rigoletto                       | Verdi               | Il Duca                | 1969-01-02      | Hamburg State Opera                 | Hamburg       |
|      | 48  | A végzet hatalma                | Verdi               | Don Alvaro             | 1969-01-18      | Hamburg State Opera                 | Hamburg       |
|      | 49  | Manon                           | Massenet            | Des Grieux             | 1969-02-20      | Metropolitan Opera                  | New York      |
|      | 50  | Turandot                        | Puccini             | Calaf                  | 1969-07-16      | Verona Arena                        | Verona        |
|      | 51  | Ernani                          | Verdi               | Ernani                 | 1969-12-07      | Teatro alla Scala                   | Milánó        |
| 1970 | 52  | Oberon                          | Weber               | Hüon                   | 1970            | Bayerischer Rundfunk stúdió         | Stúdió        |
|      | 53  | La Gioconda                     | Ponchielli          | Enzo                   | 1970-05-17      | Teatro Real                         | Madrid        |
|      | 54  | Devereux Róbert                 | Donizetti           | Devereux               | 1970-10-15      | Metropolitan Opera                  | New York      |
| 1971 | 55  | A rózsalovag                    | R. Strauss          | Olasz énekes           | 1971            |                                     | Stúdió        |
|      | 56  | A lombardok                     | Verdi               | Oronte                 | 1971-07         | Royal Filharmonikus Zenekar, London | Stúdió        |
|      | 57  | Luisa Miller                    | Verdi               | Rodolfo                | 1971-11-04      | Metropolitan Opera                  | New York      |
| 1972 | 58  | Giovanna D’Arco                 | Verdi               | Carlo VII              | 1972-08         |                                     | Stúdió        |
|      | 59  | Los Claveles                    | Serrano             | Fernando               | 1972            |                                     | Stúdió        |
|      | 60  | La dolorosa                     | Serrano             | Rafael                 | 1972            |                                     | Stúdió        |
| 1973 | 61  | Francesca da Rimini             | Zandonai            | Paolo                  | 1973-03-22      | Metropolitan Opera                  | New York      |
|      | 62  | L'Africaine                     | Meyerbeer           | Vasco da Gama          | 1973-11-03      | War Memorial Opera House            | San Francisco |
| 1974 | 63  | I Vespri Siciliani              | Verdi               | Arrigo                 | 1974-04-09      | Palais Garnier                      | Párizs        |
|      | 64  | Mefistofele                     | Boito               | Faust                  | 1974-07         |                                     | Stúdió        |
|      | 65  | Rómeó és Júlia                  | Gounod              | Roméo                  | 1974            | Metropolitan Opera                  | New York      |
|      | 66  | A Nyugat lánya                  | Puccini             | Dick Johnson           | 1974-11-26      | Teatro Regio                        | Torino        |
| 1975 | 67  | La Navarraise                   | Massenet            | Araquil                | 1975            |                                     | Stúdió        |
|      | 68  | Otello                          | Verdi               | Otello                 | 1975-09-28      | Hamburg State Opera                 | Hamburg       |
| 1976 | 69  | Gianni Schicchi                 | Puccini             | Rinuccio               | 1976            |                                     | Stúdió        |
|      | 70  | Louise                          | Charpentier         | Julien                 | 1976            |                                     | Stúdió        |
|      | 71  | Macbeth                         | Verdi               | Macduff                | 1976            |                                     | Stúdió        |
|      | 72  | A nürnbergi mesterdalnokok      | Wagner              | Walther von Stolzing   | 1976-03         |                                     | Stúdió        |
|      | 73  | Le Cid                          | Massenet            | Don Rodrigue           | 1976-03-08      | Metropolitan Opera                  | New York      |
|      | 74  | L'amore dei tre re              | Montemezzi          | Avito                  | 07-1976         |                                     | Stúdió        |
| 1977 | 75  | Szerelmi bájital                | Donizetti           | Nemorino               | 1977            |                                     | Stúdió        |
|      | 76  | Fedora                          | Giordano            | Loris                  | 1977-02-15      | Gran Teatre del Liceu               | Barcelona     |
|      | 77  | Werther                         | Massenet            | Werther                | 1977-12-18      | Bavarian State Opera                | München       |
| 1978 | 78  | La damnation de Faust           | Berlioz             | Faust                  | 1978-01         |                                     | Stúdió        |
| 1979 | 79  | Le Villi                        | Puccini             | Roberto                | 1979-06         |                                     | Stúdió        |
|      | 80  | Requiem                         | Berlioz             | Tenor                  | 1979-06         |                                     | Stúdió        |
|      | 81  | Béatrice et Bénédict            | Berlioz             | Bénédict               | 1979-07         |                                     | Stúdió        |
|      | 82  | Il Giuramento                   | Mercadante          | Viscardo               | 1979-09-09      | Vienna State Opera                  | Bécs          |
| 1980 | 83  | El Poeta                        | Torroba             | José de Espronceda     | 1980-06-19      | Teatro Real                         | Madrid        |
| 1981 | 84  | Norma                           | Bellini             | Pollione               | 1981-09-21      | Metropolitan Opera                  | New York      |
| 1982 | 85  | La rondine                      | Puccini             | Ruggero                | 1982            |                                     | Stúdió        |
|      | 86  | Nabucco                         | Verdi               | Ismaele                | 1982-05         |                                     | Stúdió        |
|      | 87  | A trójaiak                      | Berlioz             | Enée                   | 1983-09-26      | Metropolitan Opera                  | New York      |
| 1986 | 88  | Die Fledermaus                  | ifj. Johann Strauss | Alfred                 | 1986-04         |                                     | Stúdió        |
|      | 89  | Goya                            | Menotti             | Goya                   | 1986-11-15      | Washington National Opera           | Washington    |
| 1988 | 90  | Iris                            | Mascagni            | Oszaka                 | 1988            |                                     | Stúdió        |
|      | 91  | Tannhäuser                      | Wagner              | Tannhäuser             | 04-1988         |                                     | Stúdió        |
| 1989 | 92  | Die Frau ohne Schatten          | R. Strauss          | Der Kaiser             | 1989-03         |                                     | Stúdió        |
| 1990 | 93  | Man of La Mancha                | Leigh               | Don Quixote            | 1990-06         |                                     | Stúdió        |
| 1991 | 94  | A bolygó hollandi               | Wagner              | Erik                   | 1991            |                                     | Stúdió        |
|      | 95  | Parsifal                        | Wagner              | Parsifal               | 1991-03-14      | Metropolitan Opera                  | New York      |
| 1992 | 96  | A sevillai borbély              | Rossini             | Figaro                 | 1992            |                                     | Stúdió        |
|      | 97  | El Gato Montés                  | Penella             | Rafaele Ruiz           | 1992            | Seville Opera                       | Sevilla       |
|      | 98  | Die Walküre                     | Wagner              | Siegmund               | 1992-12-19      | Vienna State Opera                  | Bécs          |
| 1993 | 99  | Stiffelio                       | Verdi               | Stiffelio              | 1993-10-21      | Metropolitan Opera                  | New York      |
| 1994 | 100 | Doña Francisquita               | Vives               | Fernando               | 1994-02         |                                     | Stúdió        |
|      | 101 | La Verbena de la Paloma         | Bretón              | Julian                 | 1994-04         |                                     | Stúdió        |
|      | 102 | Il Guarany                      | Gomes               | Pery                   | 1994-06-05      | Bonn Opera House                    | Bonn          |
|      | 103 | Idomeneo                        | Mozart              | Idomeneo               | 1994-10-01      | Metropolitan Opera                  | New York      |
|      | 104 | Hérodiade                       | Massenet            | Jean                   | 1994-11-08      | War Memorial Opera House            | San Francisco |
|      | 105 | Luisa Fernanda                  | Torroba             | Javier                 | 1995            |                                     | Stúdió        |
|      | 106 | Simon Boccanegra (1881 version) | Verdi               | Adorno                 | 1996-01-19      | Metropolitan Opera                  | New York      |
| 1996 | 107 | La Tabernera del Puerto         | Sorozábal           | Leandro                | 1996            |                                     | Stúdió        |
| 1997 | 108 | Simon Boccanegra (1857 version) | Verdi               | Adorno                 | 1997-06-28      | Royal Opera House                   | London        |
|      | 109 | Divinas Palabras                | Abril               | Lucero                 | 1997-10-18      | Teatro Real                         | Madrid        |
| 1998 | 110 | Le prophète                     | Meyerbeer           | Jean van der Leyden    | 1998-05-21      | Staatsoper (Bécs)                   | Bécs          |
|      | 111 | Faust Symphony                  | Liszt               | Tenor                  | 1998-06         |                                     | Stúdió        |
|      | 112 | La Dolores                      | Bretón              | Lázaro                 | 1998-07         |                                     | Stúdió        |
| 1999 | 113 | Das Lied von der Erde           | Mahler              | Tenor                  | 1999-02         |                                     | Stúdió        |
|      | 114 | Misa Tango                      | Bacalov             | Tenor                  | 1999-02         |                                     | Stúdió        |
|      | 115 | The Queen of Spades             | Csajkovszkij        | Hermann                | 1999-03-12      | Metropolitan Opera                  | New York      |
|      | 116 | Fidelio                         | Beethoven           | Florestan              | 1999-06         |                                     | Stúdió        |
|      | 117 | Merlin                          | Albéniz             | King Arthur            | 1999-07         | Orquesta Nacional de España, Madrid | Stúdió        |
|      | 118 | Margarita la tornera            | Chapí               | Don Juan de Alarcón    | 1999-12-11      | Teatro Real                         | Madrid        |
| 2000 | 119 | La Gran Via                     | Chueca              | Caballero de Gracía    | 2000-01         |                                     | Stúdió        |
|      | 120 | The Merry Widow                 | Lehár               | Danilo                 | 2000-02-17      | Metropolitan Opera                  | New York      |
|      | 121 | A legnanói csata                | Verdi               | Arrigo                 | 2000-06-30      | Royal Opera House                   | London        |
| 2001 | 122 | La Revoltosa                    | Chapí               | Felipe                 | 2001-01         |                                     | Stúdió        |
| 2002 | 123 | Sly                             | Wolf-Ferrari        | Christopher Sly        | 2002-04-01      | Metropolitan Opera                  | New York      |
| 2003 | 124 | Luisa Fernanda                  | Torroba             | Vidal Hernando         | 2003-06-18      | Teatro alla Scala                   | Milánó        |
|      | 125 | Nicholas and Alexandra          | Drattell            | Rasputin               | 2003-09-14      | Los Angeles Opera                   | Los Angeles   |
| 2004 | 126 | Trisztán und Izolda             | Wagner              | Trisztán               | 2004-12         | EMI Abbey Road Studio 1, London     | Stúdió        |
| 2005 | 127 | Cyrano de Bergerac              | Alfano              | Cyrano                 | 2005            | Metropolitan Opera                  | New York      |
| 2006 | 128 | The First Emperor               | Tan                 | Emperor Qin            | 2006-12-21      | Metropolitan Opera                  | New York      |
| 2007 | 129 | Iphigénie en Tauride            | Gluck               | Oreste                 | 2007-11-27      | Metropolitan Opera                  | New York      |
| 2008 | 130 | Tamerlano                       | Händel              | Bajazet                | 2008-03-26      | Teatro Real                         | Madrid        |

## Díjak és kitüntetések
Domingo számos díjat és kitüntetést vehetett át eddig

### Grammy-díj
- 1971 – Principal Soloist for Best Opera Recording Verdi: Aida-ben nyújtott teljesítményéért
- 1974 – Principal Soloist for Best Opera Recording G. Puccini: La bohème-ben nyújtott teljesítményéért
- 1983 – Principal Soloist for Best Opera Recording Verdi: La Traviata-ban nyújtott teljesítményéért
- 1984 – Principal Soloist for Best Opera Recording Bizet: Carmen-ben nyújtott teljesítményéért
- 1984 – Best Latin Pop Performance Always in my Heart (Siempre en mi corazon)
- 1988 – Principal Soloist for Best Opera Recording Wagner: Lohengrin-ben nyújtott teljesítményéért
- 1990 – Best Classical Vocal Performance Carreras-Domingo-Pavarotti in Concert
- 1992 – Principal Soloist for Best Opera Recording Strauss: Die Frau ohne Schatten-ben nyújtott teljesítményéért
- 2000 – Best Mexican-American Performance 100 years of Mariachi

### Latin Grammy-díj
- 2000 – Best Classical Album T. Breton: La Dolores
- 2001 – Best Classical Album I. Albéniz: Merlin

### Országok, szervezetek kitüntetései
Magyarország
- A Magyar Köztársasági Érdemrend középkeresztje a csillaggal (2005)
- Pécsi Tudományegyetem díszdoktora (2016)

Franciaország
- Ordre National de la Légion d’Honneur
- Chevalier de la Légion d’Honneur
- Commandeur Arts et Lettres
- Grande Medaille de la Ville de Paris
- Commandeur de la Légion d’Honneur – 2002 március

Spanyolország
- Isabel la Católica
- Premio Prinicipe de Asturias de las Artes – 1991
- Gran Cruz de la Orden del Mérito Civil – 2002 szeptember

USA
- Kennedy Center Honors – 2000 december
- Az elnöki Szabadság-medál – 2002 július

Ausztria
- Österreichisches Ehrenkreuz für Wissenschaft und Kunst 1. Klasse
- Kammersänger und Ehrenmitglied der Wiener Staatsoper
- Goldenes Ehrenzeichen für Verdienste um das Land Wien – 2007

Más országok
- Orden del Aguila Azteca, az 1985-ös mexikóvárosi földrengés után nyújtott segítségéért
- Capo dell’Ordine „Al Merito della Repubblica Italiana” Grande Ufficiale (Olaszország)
- a Henrik infáns-rend nagykeresztje (Grã Cruz da Ordem do Infante d’Henrique, Portugália)
- Máltai lovagrend (Cavalliere di Malta, Málta)
- a Brit Birodalom Rendje lovagparancsnoki fokozata (Honorary Knight Commander of the Order of the British Empire, KBE), 2002
- Cédrus-rend (Libanon) – 2004

NPO
- Unicef Socio de Honor (UNICEF)

### Tiszteletbeli doktori címek
- Royal Northern College of Music, Anglia (1982)
- Philadelphia College of Performing Arts, USA (1982)
- Oklahoma City University, USA (1984)
- Universidad Complutense de Madrid, Spanyolország (1989)
- New York University, USA (1990)
- Georgetown University, USA (1992)
- Washington College of Chestertown, USA (2000)
- Anáhuac University, Mexikó (2001)
- Chopin Music Academy, Lengyelország (2003)
- Oxford University, Anglia (2003)
- Pécsi Tudományegyetem, Magyarország (2016)

### Más díjak
- Hollywoodban csillagot kapott a hírességek sétányán – 1993 (Helye: Domingo, Placido LT 7000 Hollywood Blvd)[6]
- Sociedad General de Autores Española (Az év legjobb lírai énekese 1997) "Divinas Palabras" premierjében nyújtott teljesítményéért – 1997
- Az Argentinian Music Critics szövetség (1997 legjobb férfi énekesévé választja) “Sámson és Delila" darabban nyújtott teljesítményéért – 1997
- Baltika Grand Prix for Outstanding Achievement – 1998. június
- American Latina Media Arts (ALMA) Díj – 1998
- Hispanic Heritage Award for Arts – 1999. szeptember
- Great Prize of the International Music Press – 2000. szeptember
- The Ella Award – 2002
- Classical BRIT Awards – 2006 (Kritikusok díja a Trisztán és Izolda címszerepéért, Életműdíj)[7]
- Domingo lett az "Énekesek királya" (The King of singers) a BBC Zene Magazin szerint 2008 áprilisában. Őt választotta 16 neves operakritikus minden idők legnagyobb tenor énekesének.[8][9][10]
- The One Million Dollar Birgit Nilsson Prize – 2009[11]